# 4377 Koremori
4377 Koremori (1987 GD) là một tiểu hành tinh vành đai chính được phát hiện ngày 4 tháng 4 năm 1987 bởi Tsuneo Niijima và Takeshi Urata ở Ojima.